# D 875 (Türkei)
Die Straße D 875 (Devlet yolu 875) ist eine 185 km lange Straße in der Türkei.

## Verlauf
Sie beginnt im Norden an der D 260 westlich des Stausees  Keban Barajı, berührt das Nordufer des Stausees Karakaya Barajı und trifft westlich von Malatya auf die West-Ost-Achse der D 300. Auch die 18 km lange Verbindung von Malatya zum Flughafen Malatya-Erhaç trägt die Bezeichnung D 875.
Der räumlich getrennte Südteil der Straße zweigt 14 km westlich von Adıyaman von der Straße D 360 nach Südosten ab und führt westlich des Atatürk-Stausees (Atatürk Barajı) über Bozova (Kreuzung mit der D 390) zur D 885, die nördlich von Şanlıurfa etwa bei der Kreuzung mit der Autobahn Otoyol 52 erreicht wird.